# Salix humilis
Salix humilis är en videväxtart som beskrevs av Humphry Marshall. Salix humilis ingår i släktet viden, och familjen videväxter. Utöver nominatformen finns också underarten S. h. tristis.

## Bildgalleri

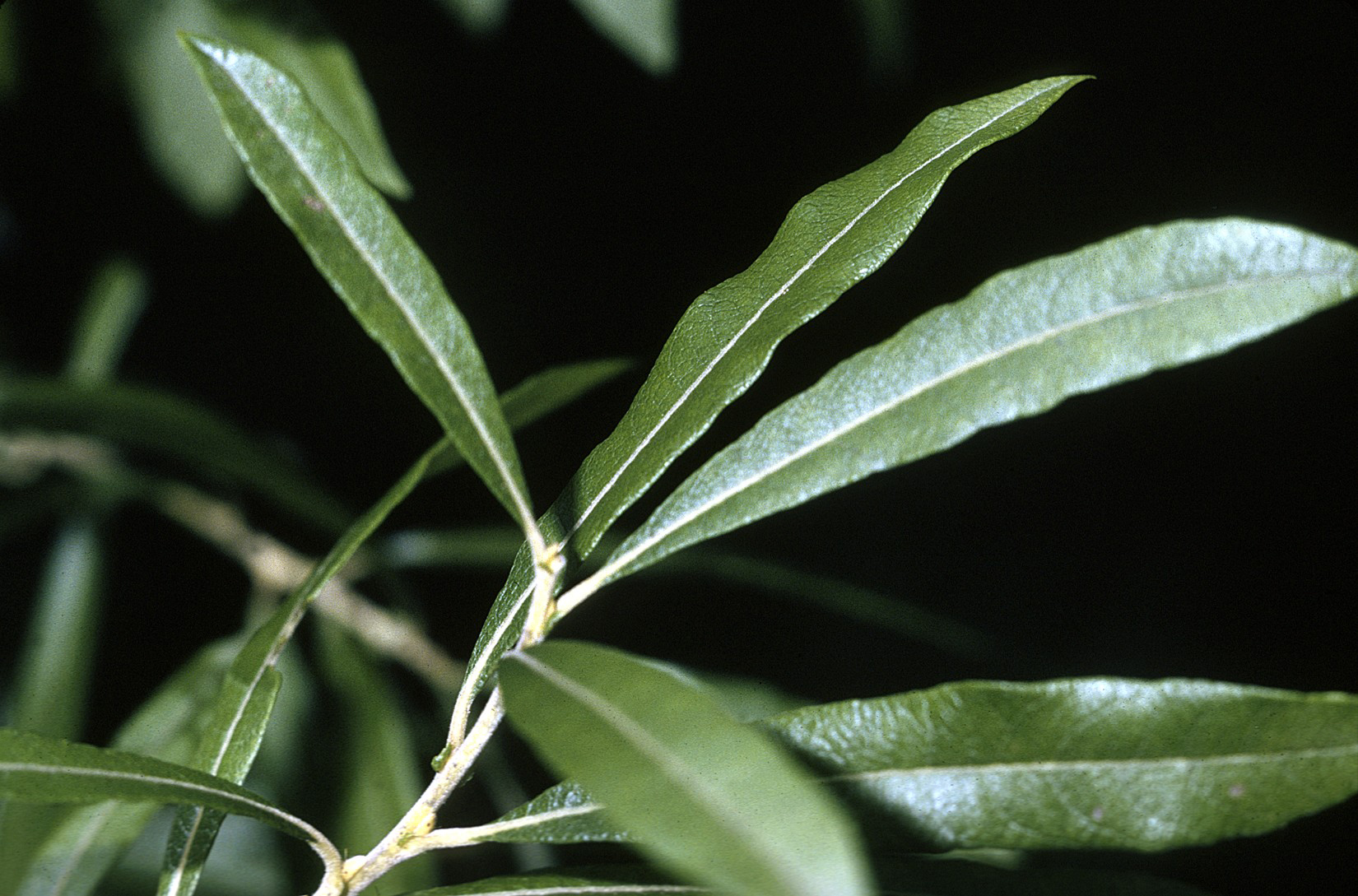
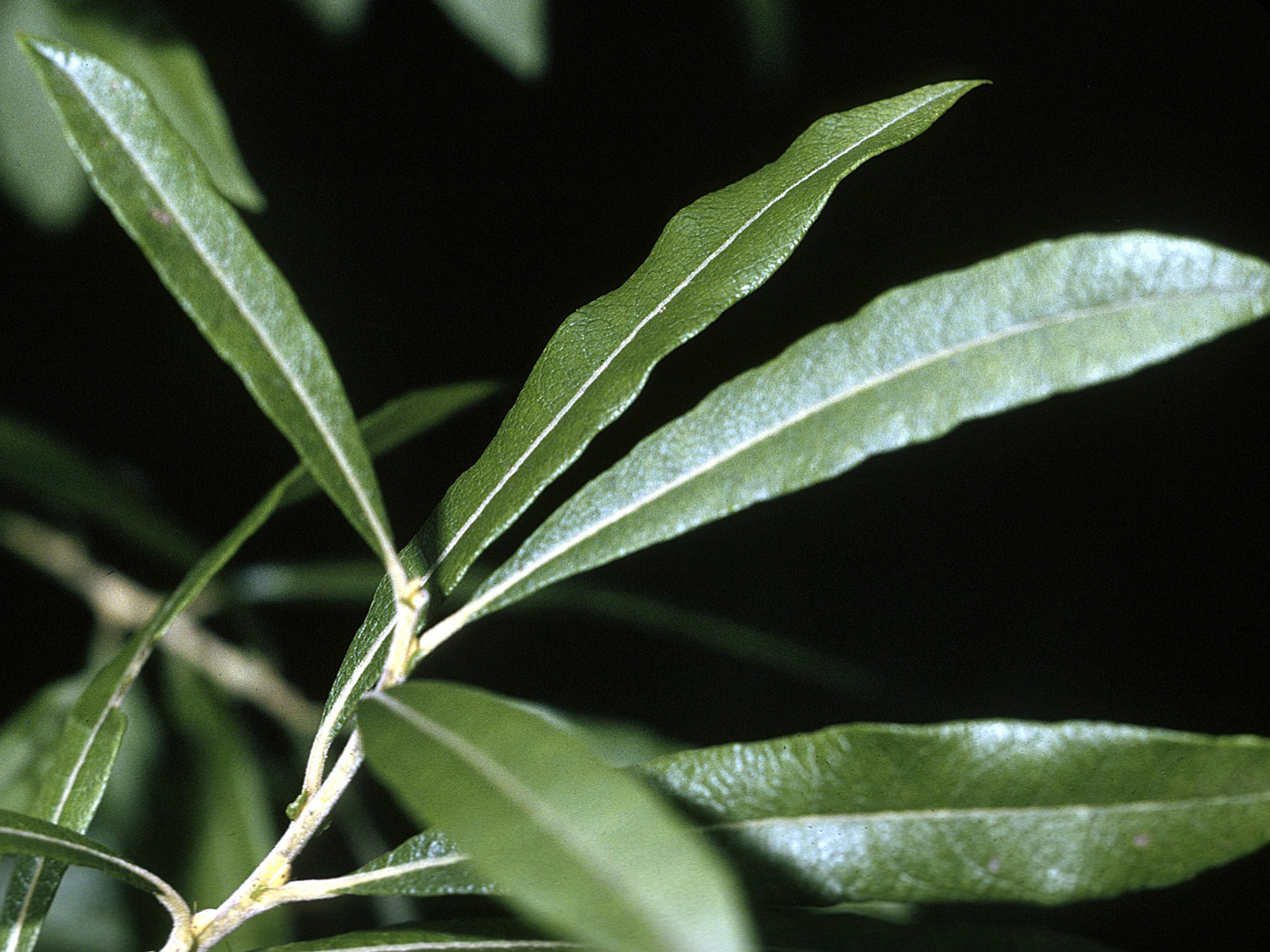
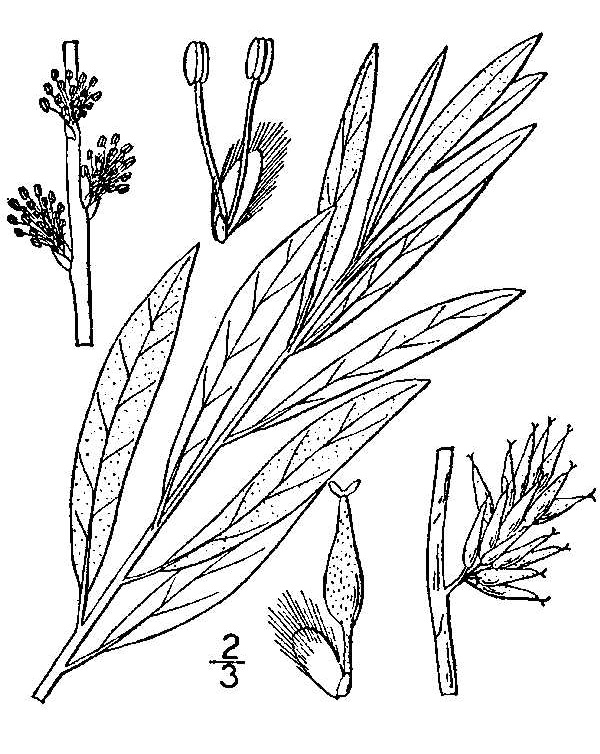
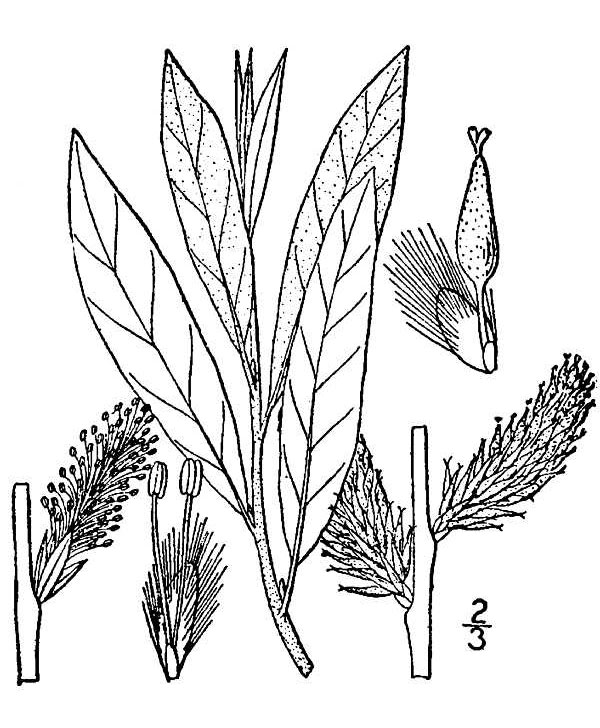